# Aporia lemoulti
Aporia lemoulti is een vlindersoort uit de familie van de Pieridae (witjes), onderfamilie Pierinae.
Aporia lemoulti werd in 1944 beschreven door Bernardi.